# Kournás
Kournás (en grec moderne : Κουρνάς) est un village de Grèce, situé en Crète. Kournás se trouve dans le nome de La Canée, à 43 km de La Canée et à 20 km de Réthymnon et appartient à la municipalité de Georgioúpoli. Posté sur les contreforts des montagnes blanches, le village domine la mer de Crète et le lac de Kournás.
La population est de 492 habitants.

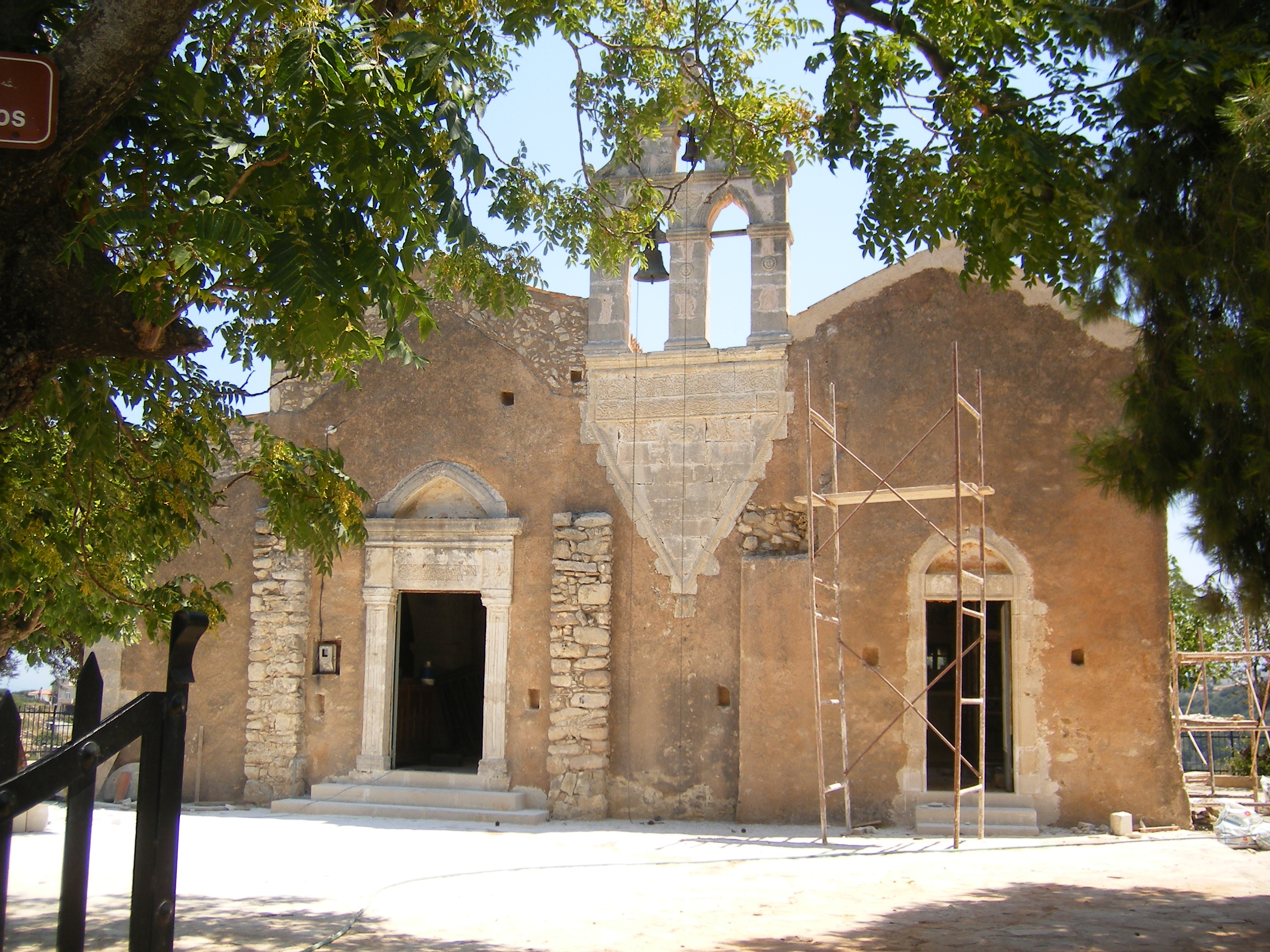
Église Aghios Georgios

Le vieux village de Kournás contient des aspects d'architecture traditionnelle des villages crétois et il y a plusieurs églises byzantines. À l'extrémité est du village, l'église d’Aghios Georgios est une église à trois nefs avec un narthex divisé en trois espaces. Vraisemblablement, elle avait aussi une quatrième nef par le passé. L'église abrite des fresques représentant Saint Georges
 On trouve également près de Kournás une tombe de la période minoenne.